# 이탈리안 잡 (2003년 영화)
《이탈리안 잡》(영어: The Italian Job)은 2003년 개봉한 미국의 하이스트 액션 영화이다. F. 게리 그레이 감독이 연출하고, 마크 월버그, 샬리즈 세런, 에드워드 노턴, 도널드 서덜랜드, 제이슨 스테이섬 등이 출연하였다. 트로이 케네디 마틴이 각본을 쓰고 피터 콜린슨 감독이 연출한 1969년 동명 영국 영화를 리메이크한 작품이다.

## 줄거리
금고 전문, 폭약 전문, 컴퓨터 전문, 운전 전문 등으로 구성된 6인의 베테랑 범죄 조직. 이들의 수장인 존 브리저는 외동딸 스텔라의 만류로 범죄 생활을 청산할 생각을 하지만 동료 찰리의 성화에 못 이겨 마지막으로 크게 한탕을 하기로 한다.
이들은 이탈리아 베네치아에서 3천 5백만 달러(한화 371억 7,000만 원)어치 골드바가 든 마피아의 금고를 훔쳐내는 데 성공한다. 그러나 훔친 골드바를 차에 싣고 돌아가는 길에 갑자기 낯모르는 차량들이 이들을 포위하더니 사람들이 내려 이들의 차 트렁크를 열고 골드바를 빼 가기 시작하고, 이어 차 안에 앉아있던 스티브가 갑자기 일행들에게 총을 겨누며 협박을 한다. 스티브는 처음부터 골드바를 혼자 차지할 속셈으로 배신할 준비를 해온 것이다. 스티브는 차와 일행들을 모두 호수 밑으로 빠뜨린 다음 유유히 도주한다.
이들은 간신히 헤엄을 쳐서 물 밖으로 빠져나오는 데 성공하지만 총알을 맞은 존은 부상을 못 견디고 죽어 버리고, 이후 존의 죽음과 스티브의 배신에 분노한 일행들과 스텔라는 복수하겠다는 일념으로 동맹을 맺는다. 한편 죽은 줄 알았던 동료들이 다시 눈앞에 나타나자 긴장감이 몰려온 스티브는 문제의 골드바를 로스앤젤레스에서 멕시코시티로 옮기기로 한다. 이에 일행들은 멕시코시티로 향하는 그의 골드바를 빼앗을 계획을 세운다.

## 출연진
- 마크 월버그 - 찰리 크로커 역
- 샬리즈 세런 - 스텔라 브리저 역
- 에드워드 노턴 - 스티브 프러젤리 역
- 도널드 서덜랜드 - 존 브리저 역
- 제이슨 스테이섬 - 핸섬 롭 역
- 세스 그린 - 라일 "냅스터" 역
- 모스 데프 - 길리건 "레프트 이어" 역
- 프랭키 G - 렌치 역
- 올레크 크루파 - 마시코프 역
- 스콧 애드싯 - 차 안에서 리허설하는 배우 역
- 그레고리 스콧 커민스 - 마시코프의 부하 역
- 오스카르 누녜스 - 경비원 역

## 우리말 녹음
MBC 성우진
- 구자형 - 찰리(마크 월버그)
- 안지환 - 스티브(에드워드 노턴)
- 박선영 - 스텔라(샬리즈 세런)
- 김기현 - 존(도널드 서덜랜드)
- 이종혁 - 중개 상인(보리스 크루토노크) / 경찰(지미 슈버트)
- 황윤걸 - 마시코프(올레크 크루파)
- 김호성 - 라일(세스 그린)
- 최석필 - 스키니(고티)
- 송준석 - 핸섬(제이슨 스테이섬)
- 최한 - 레프트(모스 데프)
- 방성준 - 렌치(프랭키 G) / 차 안의 남자(스콧 애드싯) / 마시코프의 부하(그레고리 스콧 커민스) / 헬리콥터 조종사
- 조현정 - 스키니의 여친(멜러니 제인) / 어린 레프트(크리스토퍼 무어 2세)
- 김두희 - 금괴 수송 차량 운전자(메릿 욘카)
- 류승곤 - 금괴 차량 경비원(사이먼 리) / 경비원(오스카르 누녜스)
- 이민하 - 경찰(태미 쿠빌렛) / 어린 찰리(조엘 호먼)
- 한경화 - 열쇠 가게 직원(메리 포처)